# Radoslav Zlatanov
Radoslav Zlatanov –en búlgaro, Радослав Златанов– (14 de diciembre de 1987) es un deportista búlgaro que compitió en atletismo adaptado. Ganó una medalla de bronce en los Juegos Paralímpicos de Londres 2012 en la prueba de salto de longitud (clase F13).

## Palmarés internacional
| Juegos Paralímpicos | Juegos Paralímpicos   | Juegos Paralímpicos | Juegos Paralímpicos   |
| Año                 | Lugar                 | Medalla             | Prueba                |
| ------------------- | --------------------- | ------------------- | --------------------- |
| 2012                | Londres (Reino Unido) | Medalla de bronce   | Salto de longitud F13 |